# Ятрохимия
Ятрохимия (устар. иатрохимия; от др.-греч. ἰατρός — врач) — рациональное направление алхимии XVI—XVII веков, стремившееся поставить химию на службу медицине и ставившее своей главной целью приготовление лекарств.

## История
Зарождение и развитие ятрохимии, получившей наибольшее распространение в Германии и Нидерландах, связано с деятельностью Парацельса, Я. Б. ван Гельмонта (1580—1644), врача и анатома Ф. Боэ (Сильвиуса, 1614—1672), сформулировавшего основные положения ятрохимии и открывшего при Лейденском университете первую химическую лабораторию для анализов.
Основоположником ятрохимии считается швейцарский врач и алхимик Парацельс (1493—1541). Он разделял древнегреческое учение о четырёх элементах-стихиях и арабскую теорию трёх принципов. Медицина Парацельса основывалась на ртутно-серной теории. Средневековой медицине, в основе которой лежали теории Аристотеля, Галена и Авиценны, он противопоставил «спагирическую» медицину, созданную на базе учения Гиппократа. Он учил, что живые организмы состоят из философской ртути, серы и соли, которые образуют все прочие тела природы; когда человек здоров, эти вещества находятся в равновесии друг с другом; болезнь означает преобладание или, наоборот, недостаток одного из них. Для восстановления равновесия Парацельс использовал в медицинской практике многие лекарственные препараты минерального происхождения — соединения мышьяка, сурьмы, свинца, ртути и т. п. — в дополнение к традиционным растительным препаратам. Парацельс утверждал, что задача алхимии — изготовление лекарств:

Химия — один из столпов, на которые должна опираться врачебная наука. Задача химии вовсе не в том, чтобы делать золото и серебро, а в том, чтобы готовить лекарства.

Кроме того, Парацельс выделял четыре человеческих типа (духа), которые аллегорически возводились им к природным субстанциям (ртуть, смола, семя, вода); зависимость конкретного типа и характерных для него черт связывалась с особенностями пропорций лекарственных препаратов.
Представители ятрохимии уделяли особое внимание изучению процессов пищеварения, а также половых и других желёз; различали «кислотные» и «щелочные» болезни. По существу, ятрохимия подводила научную (химическую) основу под теорию гуморальной патологии. Вследствие резко усилившихся миграций людей, способствующих распространению инфекционных заболеваний (что усугублялось царящей в средневековой Европе тотальной антисанитарией), борьба с эпидемиями приобрела во времена Парацельса чрезвычайное значение. Благодаря несомненным успехам, достигнутым Парацельсом в медицине, его взгляды завоевали широкое признание. К представителям ятрохимии (спагирикам, как называли себя последователи Парацельса) можно отнести многих известных алхимиков XVI—XVII веков.
Критикуя ятрохимию, Р. Бойль указывал, что химия имеет самостоятельную задачу «определения состава веществ, что позволит обогатить и медицину». Сыграв положительную роль в борьбе с догмами схоластической средневековой медицины, ятрохимия во второй половине XVIII века перестала существовать как в химии, так и в медицине. Повлияла на появление и становление фармакологии.